# Pilosella fuernrohrii
Pilosella fuernrohrii là một loài thực vật có hoa trong họ Cúc. Loài này được (Vollm.) S.Bräut. & Greuter mô tả khoa học đầu tiên năm 2007.